# Велошоссейный кубок Нидерландов
Велошоссейный кубок Нидерландов (официальное название: нидерл. The Holland Cup) — сезонный турнир из самостоятельных шоссейных нидерландских велогонок, проводящийся с 2018 года.

## История
Соревнование было создано в 2018 году.
В его календарь вошли нидерландские однодневные гонки, одновременно входящие в календарь UCI Europe Tour и имеющие категорию 1.2. Это позволяет выступать на всех гонках только проконтинентальным и континентальным командам. Помимо этого, на каждую гонку её организатор выдаёт минимум три уайлд-карды местным региональным командам. Если лидером индивидуального зачёта Кубка становится гонщик из региональной команды, то эта команда автоматически получает приглашение на следующую гонку Кубка. А сам лидирующий гонщик обязан стартовать в следующей гонке.
По итогам сезона разыгрывается три классификации — индивидуальная, молодёжная (до ?? лет) и командная. Победитель каждой о
Текущий лидер индивидуального зачёта получает зелёную майку.

### Гонки
В разные годы в календарь Кубка входили следующие гонки: 
- Дорпеномлоп Рюкфен
- Мемориал Арно Валларда
- Мидден Брабант-Порт Омлоп
- Тур Оверейссела
- Тур Северной Голландии
- Тур Средних Нидерландов

## Регламент

### Индивидуальная классификация
Гонщики получают очки за итоговые места по итогам гонки. Если два и больше гонщиками имеют равные очки, то выше будет классифицироваться спортсмен занявший более высокое место на последней гонке. Итоговая классификация по убыванию набранных очков в течение сезона.
| Место | 1   | 2  | 3  | 4  | 5  | 6  | 7  | 8  | 9  | 10 | 11 | 12 | 13 | 14 | 15 | 16 | 17 | 18 | 19 | 20 | 21 | 22 | 23 | 24 | 25 | 26 | 27 | 28 | 29 | 30 |
| Очки  | 100 | 80 | 70 | 60 | 50 | 40 | 36 | 32 | 30 | 28 | 26 | 24 | 22 | 20 | 18 | 16 | 14 | 13 | 12 | 11 | 10 | 9  | 8  | 7  | 6  | 5  | 4  | 3  | 2  | 1  |

### Молодёжная классификация
В данном зачёте участвуют гонщики до ?? лет. Подсчёт очков повторяет индивидуальную классификацию. Итоговая классификация по убыванию набранных очков в течение сезона. 

### Командная классификация
По итогам каждой гонки суммируются времена трёх лучших гонщиков каждой команды. Итоговое ранжирование команд происходит по возрастанию суммы времён. Если два и больше команд имеют равные времена, то выше будет классифицироваться команда, чей гонщик занял более высокое место. Если на гонке более 15 команд финишируют менее чем с тремя гонщиками, то они тоже получают очки.  Итоговая классификация по убыванию набранных очков в течение сезона. 
| Место | 1  | 2  | 3  | 4  | 5  | 6  | 7  | 8  | 9  | 10 | 11 | 12 | 13 | 14 | 15 | 16 | 17 | 18 | 19 | 20 | 21 | 22 | 23 | 24 | 25 |
| Очки  | 30 | 28 | 26 | 24 | 22 | 20 | 19 | 18 | 17 | 16 | 15 | 14 | 13 | 12 | 11 | 10 | 9  | 8  | 7  | 6  | 5  | 4  | 3  | 2  | 1  |

## Призёры
| Год  | Победитель | Второй             | Третий        | Молодой гонщик     | Лучшая команда     |
| ---- | ---------- | ------------------ | ------------- | ------------------ | ------------------ |
| 2018 | Кес Бол    | Юлиус ван ден Берг | Гарри Танфилд | Юлиус ван ден Берг | SEG Racing Academy |
| 2019 |            |                    |               |                    |                    |